# Roger-Yves Bost
Roger-Yves Bost (Boulogne-Billancourt, 21 oktober 1965) is een Frans ruiter, die gespecialiseerd is in springen. Bost werd tijdens de Wereldruiterspelen 1990 wereldkampioen in de landenwedstrijd. Vier en acht jaar later moest Bost genoegen met de zilveren medaille in de landenwedstrijd achter Duitsland. Bost won tijdens de Olympische Zomerspelen 2016 de gouden medaille in de landenwedstrijd.

## Resultaten
- Wereldruiterspelen 1990 in Stockholm 22e individueel springen met Norton de Rhuys
- Wereldruiterspelen 1990 in Stockholm  landenwedstrijd springen met Norton de Rhuys
- Wereldruiterspelen 1994 in Den Haag 6e individueel springen met Souviens Toi
- Wereldruiterspelen 1994 in Den Haag  landenwedstrijd springen met Souviens Toi
- Olympische Zomerspelen 1996 in Atlanta 13e individueel springen met Souviens Toi III
- Olympische Zomerspelen 1996 in Atlanta 4e landenwedstrijd springen met Souviens Toi III
- Wereldruiterspelen 1998 in Rome 28e individueel springen met Airborne Montecillo
- Wereldruiterspelen 1998 in Rome  landenwedstrijd springen met Airborne Montecillo
- Olympische Zomerspelen 2016 in Rio de Janeiro 16e individueel springen met Sydney une Prince
- Olympische Zomerspelen 2016 in Rio de Janeiro  landenwedstrijd springen met Sydney une Prince

1912: Lewenhaupt, Kilman, von Rosen ·
1920: König, von Rosen, Norling ·
1924: Thelning, Ståhle, Lundström ·
1928: Navarro, Álvarez, García ·
1936: Hasse, von Barnekow, Brandt ·
1948: Mariles, Uriza, Valdés ·
1952: White, Stewart, Llewellyn ·
1956: Winkler, Thiedemann, Lütke-Westhues ·
1960: Winkler, Thiedemann, Schockemöhle ·
1964: Schridde, Jarasinski, Winkler ·
1968: Day, Gayford, Elder ·
1972: Ligges, Wiltfang, Steenken, Winkler ·
1976: Parot, Rozier, Roguet, Roche ·
1980: Tsjoekanov, Poganovsky, Asmaje, Korolkov ·
1984: Fargis, Homfeld, Burr Howard, Smith ·
1988: Beerbaum, Brinkmann, Hafemeister, Sloothaak ·
1992: Raijmakers, Romp, Tops, Lansink ·
1996: Sloothaak, Nieberg, Kirchhoff, Beerbaum ·
2000: Beerbaum, Nieberg, Ehning, Becker ·
2004: Wylde, Ward, Madden, Kappler ·
2008: Ward, Kraut, Simpson, Madden ·
2012: Skelton, Maher, Brash, Charles ·
2016: Rozier, Staut, Bost, Leprévost ·
2020: von Eckermann, Baryard-Johnsson, Fredricson ·
2024: Maher, Charles, Brash